# チェリーボーイズ
『チェリーボーイズ』（ちぇりーぼーいず）は、古泉智浩の漫画。『アックス』Vol.15（2000年）からVol.23（2001年）まで連載。それを原作にした2018年制作の日本映画も説明する。

## あらすじ
“クンニ”こと国森、“ビーチク”こと吉村、“カウパー”こと高杉は、とある地方都市に暮らす幼馴染の三人組。東京でのバンド活動に行き詰った国森が戻ってきたことで四年ぶりの再会を果たした彼らは、お互い25歳になっても童貞のままで、世の中や女性に対する鬱憤をつのらせていることを確認しあう。
そんな彼らが考えついた「脱童貞作戦」は、地元で浮いた噂が絶えない笛子をターゲットにしたとんでもない計画だった。

## 書誌情報
- チェリーボーイズ（青林工藝舎、2001年12月25日発売、ISBN 978-4883790951）

## 実写映画
2018年2月17日に公開。黒沢清、滝田洋二郎、篠原哲雄、長崎俊一、三池崇史らの元で助監督を務めた西海謙一郎の長編映画初監督作品。

### キャスト
- 国森信一（クンニ）：林遣都[4]
- 吉村達也（ビーチク）：栁俊太郎[4]
- 高杉誠（カウパー）：前野朋哉[4]
- 釈笛子：池田エライザ[3]
- 中出英雄（プーチン）：石垣佑磨
- 清水：岡山天音
- 五木誠一郎（ゴキ）：般若
- 岩波節子：山谷花純
- 佐久間恵（パー子）：松本メイ
- コンビニ前の女性：岸明日香
- 宮田：馬場良馬
- 国森信明：吹越満
- 国森和代：立石涼子

### スタッフ
- 原作 - 古泉智浩「チェリーボーイズ」（青林工藝舎）
- 監督 - 西海謙一郎
- 脚本 - 松居大悟
- 音楽 - 石塚徹、鈴木俊介
- 主題歌 - MANNISH BOYS「GO!GO!Cherry Boy!」
- 制作プロダクション - 東映ビデオ、マイケルギオン
- 配給 - アークエンタテインメント
- 製作 - 間宮登良松